# Paxtonville
Paxtonville és una concentració de població designada pel cens dels Estats Units a l'estat de Pennsilvània. Segons el cens del 2000 tenia 221 habitants.

## Demografia
Segons el cens del 2000, Paxtonville tenia 221 habitants, 92 habitatges, i 64 famílies. La densitat de població era de 90,8 habitants/km².
Dels 92 habitatges en un 29,3% hi vivien nens de menys de 18 anys, en un 57,6% hi vivien parelles casades, en un 7,6% dones solteres, i en un 30,4% no eren unitats familiars. En el 29,3% dels habitatges hi vivien persones soles el 17,4% de les quals corresponia a persones de 65 anys o més que vivien soles. El nombre mitjà de persones vivint en cada habitatge era de 2,4 i el nombre mitjà de persones que vivien en cada família era de 2,95.
Per edats la població es repartia de la següent manera: un 24,9% tenia menys de 18 anys, un 7,7% entre 18 i 24, un 25,8% entre 25 i 44, un 24,9% de 45 a 60 i un 16,7% 65 anys o més.
L'edat mediana era de 39 anys. Per cada 100 dones de 18 o més anys hi havia 93 homes.
La renda mediana per habitatge era de 37.917 $ i la renda mediana per família de 43.594 $. Els homes tenien una renda mediana de 25.000 $ mentre que les dones 21.932 $. La renda per capita de la població era de 14.376 $. Entorn del 4,6% de les famílies i el 4,9% de la població estaven per davall del llindar de pobresa.

## Poblacions més properes
El següent diagrama mostra les poblacions més properes.